# الإمبراطورية البلغارية الأولى
تأسست الإمبراطورية البلغارية الأولى (الحديثة) في العصور الوسطى في دولة بلغاريا في الشمال الشرقي للأراضي البلقانية في عام 680 أقامها البلغار، وكانت تخضع أو تبعد السكان البيزنطيين المحليين وتجعلهم حلفاء للمستوطنين في سلافيا الجنوبية. وعندما بلغت `ذروة قوتها انتشرت بين بودابست والبحر الأسود ومن نهر الدنيبر (Dnieper) في أوكرانيا الحديثة إلى البحر الأدرياتيكي (Adriatic Sea). وعندما وطدت الدولة من مكانتها في شبه جزيرة البلقان، دخلت في تفاعلات طويلة لعدة قرون، ودية في بعض الأحيان وعدائية في أحيان أخرى مع الإمبراطورية البيزنطية. حيث نشأت كخصم لرئيس بيزنطة في شبه جزيرة البلقان، مما أدى إلى عدة حروب. ورغم ذلك تمتعت كلتا القوتين أيضًا بفترات للصلح والتحالف، على وجه الخصوص أثناء الحصار العربي الثاني للقسطنطينية، حيث كان للجيش البلغاري دور حاسم في فك الحصار. وكان لبيزنطة تأثير قوي على الثقافة البلغارية، الذي أدي كذلك إلى اعتماد المسيحية في النهاية من قبل بلغاريا في عام 864. وبعد تفكك خانات أفار (Avar Khanate)، توسع البلغار في أراضيهم حتى وصلوا إلى سهل بانونيا (المعروف بالمجر في الوقت الحاضر). وفي وقت لاحق، تحدى البلغار تقدم بيشينك والكومان وحققوا نصرًا حاسمًا على المجر، وأجبروهم على الحياة بشكل دائم في بانونيا.
وقد حقق الإمبراطور سيميون الأول، في أواخر القرن التاسع وأوائل القرن العاشر، سلسلة انتصارات على البيزنطيين وامتدت الإمبراطورية البلغارية وبلغت ذروتها في ذلك الحين. حيث إنه بعد القضاء على الجيش البيزنطي في معركة أتشيلوس عام 917، حاصر البلغاريون القسطنطينية عامي 923 و924. وفي نهاية المطاف، استعاد البيزنطيون قوتهم وكبدوا البلغاريين في عام 1014 خسائر فادحة تحت قيادة باسيل الثاني، وهزموهم هزيمة ساحقة في معركة كليديون. وبحلول عام 1018، استسلمت آخر القلاع البلغارية لـ الإمبراطورية البيزنطية ولم يعد هناك وجود للإمبراطورية البلغارية الأولى. ولكن تلتها بعد ذلك الإمبراطورية البلغارية الثانية عام 1185.
فبعد اعتماد الديانة المسيحية عام 864 أصبحت بلغاريا المركز الثقافي لأوروبا السلافية. وكان موقفها الثقافي الرائد معززًا لدعم اكتشاف الأبجدية الكيريلية في عاصمتها بريسلاف، وسرعان ما انتشر أدبها البارز في اللغة البلغارية القديمة إلى الأراضي الشمالية. وأصبحت اللغة البلغارية القديمة هي لغة التواصل المشترك في أوروبا الشرقية، التي أصبحت تُعرف باسم الكنيسة السلافية القديمة. وفي عام 927 تم الاعتراف رسميًا بالاستقلال التام لبطريركية البلغارية. وفي وقت لاحق وكرد فعل للتأثيرات البيزنطية على الكنيسة، ظهر تأثير الطوائف البوغوميلية في بلغاريا في منتصف القرن العاشر.
ففي الفترة بين القرنين السابع والعاشر، فاق عدد البلغاريين المحليين والقبائل الأخرى في الإمبراطورية عدد السلافيين وتم استيعابهم تدريجيًا واعتمدوا لغة سلاف الجنوبية. ومنذ أواخر القرن العاشر، أصبح اسم «البلغار» و«البلغارية» هو المسيطر وأصبح هو اللقب الدائم للسكان المحليين سواء في الأدب وفي اللغة المتحدثة. وقد أدى التطور في تعلم القراءة والكتابة السلافية، في ذلك الوقت، إلى تطوير الوعي العرقي المتميز في الدولة البلغارية.

## التسمية
أصبحت الإمبراطورية البلغارية الأولى تُعرف ببساطة باسم بلغاريا منذ اعتراف الإمبراطورية البيزنطية بها في عام 681. يستخدم بعض المؤرخين مصطلحات مثل بلغاريا الدانوبية أو  الدولة البلغارية الأولى أو القيصرية البلغارية الأولى (الإمبراطورية).
بين عامي 681 و 864، أطلق المؤرخون المعاصرون على البلاد أيضًا اسم الخانات البلغارية، أو خاقانات البلغار، من اللقب التركي خان/خاقان الذي يحمله حكامها. غالبًا ما تسمى بمزيد من التفصيل الخانات البلغارية الدانوبية، أو خانات البلغار الدانوبية من أجل تمييزها عن بلغار الفولغا، التي انبثقت عن مجموعة بلغار أخرى.
منذ تنصير البلاد في عام 864 وتولي حكامها اللقب الإمبراطوري في 917/927، أُطلق على البلاد أيضًا اسم إمارة بلغاريا. غالبًا ما تُعرف الدولة في المصادر باللغة الإنجليزية باسم الإمبراطورية البلغارية.

## خلفية

### البلقان خلال فترة الهجرة المبكرة
سكن التراقيون الذين كانوا مجموعة من القبائل الهندية الأوروبية أجزاءً من شبه جزيرة البلقان الشرقية في العصور القديمة. دُمجت المنطقة بأكملها تدريجيًا شمالًا حتى نهر الدانوب في الإمبراطورية الرومانية بحلول القرن الأول الميلادي. خلّف تراجع الإمبراطورية الرومانية بعد القرن الثالث الميلادي والغزوات المستمرة للقوط والهون أجزاءً كبيرةً من المنطقة مدمّرة ومهجورة وفي حالة تدهور اقتصادي بحلول القرن الخامس. لم يعد بإمكان النصف الشرقي الباقي من الإمبراطورية الرومانية، الذي أطلق عليه المؤرخون اللاحقون اسم الإمبراطورية البيزنطية، بسط سيطرة فعالة على هذه المناطق باستثناء المناطق الساحلية ومدن معينة في الداخل. ومع ذلك، لم يتخلَّ أبدًا عن المطالبة بالمنطقة بأكملها حتى نهر الدانوب. أدت سلسلة من الإصلاحات الإدارية والتشريعية والعسكرية والاقتصادية إلى حد ما إلى تحسين الوضع، ولكن على الرغم من هذه الإصلاحات استمرت الاضطرابات في معظم دول البلقان. شهد عهد الإمبراطور جستينيان الأول (حكم من 527 إلى 565) استعادة مؤقتة للسيطرة وإعادة إعمار لعدد من الحصون ولكن بعد وفاته لم تتمكن الإمبراطورية من مواجهة تهديد السلاف بسبب الانخفاض الكبير في الإيرادات والقوى العاملة.

### الهجرات السلافية إلى البلقان
ذُكر السلاف من أصل هندي أوروبي لأول مرة في المصادر المكتوبة على أنهم سكنوا في المناطق الواقعة إلى الشمال من نهر الدانوب في القرن الخامس الميلادي، لكن معظم المؤرخين يتفقون على أنهم وصلوا في وقت سابق. قُسّمت مجموعة السلاف التي أصبحت تُعرف باسم السلاف الجنوبيين إلى أنتيس وسكلافيني الذين تحدثوا نفس اللغة. ازدادت التوغلات السلافية في البلقان خلال النصف الثاني من حكم جستنيان الأول، ورغم أنها كانت في البداية غارات نهب، بدأ توطين واسع النطاق في سبعينيات وثمانينيات القرن السادس. ترتبط هذه الهجرة بوصول الآفار الذين استقروا في سهول بانونيا بين نهري الدانوب وتيسا في ستينيات القرن السادس وأخضعوا العديد من قبائل البلغار والسلاف بهذه العملية.
بعد استنزاف البيزنطيين في الحروب المريرة مع الإمبراطورية الساسانية الفارسية في الشرق، تضاءلت موارد البيزنطيين لمواجهة السلاف. جاء السلاف بأعداد كبيرة وأدى انعدام التنظيم السياسي لديهم إلى جعل إيقافهم أمرًا صعبًا للغاية، إذ لم يكن لديهم زعيم سياسي يُهزم في المعركة وبالتالي يجبَرون على التراجع. مع استمرار الحروب مع بلاد فارس، شهد العقدان الثاني والثالث من القرن السابع موجة هجرة جديدة بل وأكبر مع توغّل السلاف جنوبًا في البلقان ووصولهم إلى ثيساليا وتراقيا وبيلوبونيز وإغارتهم على بعض الجزر في بحر إيجة. صمد البيزنطيون في سلانيك وفي عدد من المدن الساحلية ولكن السلطة الإمبراطورية في البلقان اختفت ما بعد هذه المناطق.

### البلغار
كان البلغار قبائل محاربة شبه متنقّلة نشأت في آسيا الوسطى، يُعدّ أصلها العرقي الدقيق مثيرًا للجدل. تحدّثوا شكلًا من أشكال اللغة التركية وأثناء هجرتهم غربًا، استوعبوا الجماعات العرقية الأخرى وتشرّبوا التأثيرات الثقافية من شعب الهون والإيرانيين والهنود الأوروبيين. شمل البلغار قبائل من الأونوغر واليوتيغر والكوتريغر من بين قبائل أخرى.
يرجع أول ذكر واضح للبلغار في المصادر المكتوبة إلى عام 480، عندما خدموا كحلفاء للإمبراطور البيزنطي زينون (حكم من عام 474 وحتى 491) ضد القوط الشرقيين، على الرغم من أن هناك إشارة غامضة للبلغار في تقويم عام 354 في الاقتباس Ziezi ex quo Vulgares «زيزي، منه جاء البلغار»، زيزي هو أحد أبناء سام في الكتاب المقدس وحفيد نوح. في تسعينيات القرن الخامس تحرك الكوتريغر غرب البحر الأسود بينما سكن اليوتيغر السهول الواقعة إلى الشرق منهم. في النصف الأول من القرن السادس، أغار البلغار على الإمبراطورية البيزنطية من حين لآخر، ولكن في النصف الثاني من القرن تم إخضاع الكوتريغر على يد خاقانات آفار وأصبح اليوتيغر تحت حكم الخانقانات التركية الغربية.
مع تلاشي قوة الأتراك الغربيين في العقد الأول من القرن السابع، أعاد الآفار تأكيد سيطرتهم على البلغار. بين عامي 630 و 635، تمكن خان كوبرات من عشيرة دولو من توحيد قبائل البلغار الرئيسية وإعلان الاستقلال عن الآفار، وتشكيل اتحاد قوي يسمى بلغاريا الكبرى القديمة، والمعروف أيضًا باسم باتريا أونوغوريا، بين البحر الأسود وبحر آزوف والقوقاز. أبرم كوبرات، الذي تم تعميده في القسطنطينية عام 619، تحالفًا مع الإمبراطور البيزنطي هرقل (حكم بين عامي 610-641) وحافظ البلدان على علاقات جيدة حتى وفاة كوبرات بين عامي 650 و 663. حارب كوبرات مع الخزر في الشرق ولكن بعد وفاته تفككت بلغاريا الكبرى القديمة تحت ضغط الخزر الشديد في عام 668 وتفرّق أبناؤه الخمسة مع أتباعهم. بقي باتبيان الأكبر في وطنه كخلف لكوبرات وأصبح في النهاية تابعًا للخزر. هاجر الأخ الثاني كوتراغ إلى منطقة فولغا الوسطى وأسّس بلغار الفولغا. قاد الأخ الثالث أسباروخ شعبه غربًا إلى نهر الدانوب السفلي. أما الأخ الرابع، كوبر، استقر في البداية في بانونيا تحت سيادة الآفار، لكنه ثار وانتقل إلى منطقة مقدونيا، بينما استقر الأخ الخامس ألسيك في وسط إيطاليا.

## نبذة تاريخية

### التأسيس والتوطيد
انتقل بلغار أسباروخ غربًا إلى ما يُعرف الآن باسم بيسارابيا، وأخضعوا الأراضي الواقعة إلى الشمال من نهر الدانوب في والاشيا الحديثة، وتمركزوا في دلتا الدانوب. في سبعينيات القرن السابع عبروا نهر الدانوب إلى سكيثيا الصغرى، وهي مقاطعة بيزنطية اسميًا، كانت سهولها ومراعيها مهمة لقطعان الماشية الكبيرة التي امتلكها البلغار بالإضافة إلى أراضي الرعي غرب نهر دنيستر التي كانت مسبقًا تحت سيطرتهم. في عام 680، قاد الإمبراطور البيزنطي قسطنطين الرابع (حكم من عام 668 وحتى 685) -بعد أن هزم العرب- حملة استكشافية على رأس جيش وأسطول ضخم لطرد البلغار، لكنه تكبّد هزيمة كارثية على يد أسباروخ في أونغلوس، وهي منطقة مستنقعية في دلتا الدانوب أو حولها أقام البلغار فيها معسكرًا محصّنًا. تقدّم البلغار جنوبًا وعبروا جبال البلقان وغزوا تراقيا. في عام 681، أُجبر البيزنطيون على توقيع معاهدة سلام مهينة تجبرهم على الاعتراف ببلغاريا كدولة مستقلة، والتنازل عن الأراضي الواقعة شمال جبال البلقان ودفع جزية سنوية. في سجله الزمني للأحداث العالمية، أشار المؤلف الأوروبي الغربي سيغيبيرت من جابلو أن الدولة البلغارية تأسست عام 680. كانت هذه أول دولة في البلقان تعترف بها الإمبراطورية، والمرة الأولى التي تتخلى فيها الإمبراطورية قانونيًا عن المطالبة بجزء من الأراضي البلقانية الواقعة تحت سيطرتها. كتب المؤرخ الأخباري البيزنطي تيوفان المعترف عن المعاهدة:
وقّع الإمبراطور [قسطنطين الرابع] سلامًا معهم [البلغار]، ووافق على دفع الجزية لهم، تعويضًا عن الفظائع والآثام التي ارتكبها الرومان. كان خبرًا مثيرًا للعجب على الشعوب القاصية والدانية أن تسمع أن الذي فرض على الجميع دفع الجزية له، من الشرق إلى الغرب، ومن الشمال إلى الجنوب، قد هزمه هذا الشعب القذر والناشئ حديثًا.